# 長谷川智將
長谷川智將（1993年5月30日—），日本競技體操運動員，擅長的體操項目是鞍馬。

## 生涯
長谷川智將從6歲開始練習體操，2014年加入國家隊。

## 得獎紀錄

### 2014年
- 第17屆亞洲運動會競技體操男子團體金牌
- 第68屆全日本體操單項全國錦標賽鞍馬項目第二名

### 2015年
- 第69屆全日本體操單項全國錦標賽單槓項目第二名

### 2016年
- 第70屆全日本體操單項全國錦標賽單槓項目第六名

### 2017年
- 第29屆世界大學運動會競技體操男子團體金牌
- 第29屆世界大學運動會競技體操男子鞍馬項目銅牌

## 外部連結
- 長谷川智將[永久]在國際體操總會的頁面（英文）
- 長谷川智將在體操NIPPON的頁面（日語）